# 국제건조지역농업연구센터
국제건조지역농업연구센터(International Center for Agricultural Research in the Dry Areas, 약칭 ICARDA)는 1975년에 설립된 국제 건조지역 농업연구기관이다. 시리아의 알레포(Aleppo)에 위치하고 있으며, 국제농업연구협의그룹(CGIAR)의 지원을 받는다.